# Ліза Цайзер
Ліза Цайзер (нім. Lisa Zaiser; нар. 23 серпня 1994) — австрійська плавчиня.
Учасниця Олімпійських Ігор 2012, 2016 років.
Призерка Чемпіонату Європи з водних видів спорту 2014 року.